# Andoni Iraola
Andoni Iraola Sagarna (Usurbil, 22 giugno 1982) è un allenatore di calcio ed ex calciatore spagnolo, di ruolo difensore, tecnico del Bournemouth.
Icona del calcio basco, ha vestito per la maggior parte della sua carriera la maglia dell'Athletic Bilbao, di cui è considerato una bandiera.

## Caratteristiche
Terzino destro di spinta, in grado di coprire qualsiasi posizione lungo la fascia. In possesso di una notevole resistenza allo sforzo, si distingue per velocità in progressione palla al piede e per la precisione nei cross per i compagni.
Il suo contributo risulta prezioso anche in fase di non possesso.
Come allenatore Iraola utilizza perlopiù il 4-2-3-1 praticando un calcio dinamico e offensivo. È fondamentale la circolazione veloce della palla e soprattutto l'efficacia dei giocatori sulle fasce dove viene particolarmente sfruttata l'abilità nel cross dei terzini e degli esterni, inoltre un altro punto cardine del suo gioco è un asfissiante pressing ibrido, fatto di marcature sia a uomo che a zona. Siccome il suo è un gioco particolarmente dispendioso dal punto di vista fisico, la preparazione atletica si rivela un elemento fondamentale

## Carriera

### Club
Entra nel settore giovanile del Athletic Bilbao nel 1990, all'età di 8 anni. Esordisce in prima squadra il 30 agosto 2003 nella partita persa 0-1 contro il Barcellona. Il 1º marzo 2015 gioca la sua 500ª gara con l'Athletic, diventando il quarto giocatore - alle spalle di Iribar (614), Txetxu Rojo (541) e Joseba Etxeberría (514) - con più presenze nella storia dei Leones.
Non sentendosi più in grado di fornire prestazioni all'altezza della squadra, il 30 aprile annuncia il proprio addio ai baschi fine stagione. Si congeda dai propri tifosi il 23 maggio 2015 segnando una rete contro il Villarreal con indosso al braccio la fascia da capitano. Lascia il terreno di gioco al 65' sostituito da Mikel Rico ricevendo l'ovazione del pubblico.
Il 30 maggio disputa la sua ultima gara con l'Athletic, scendendo in campo nella finale di Coppa del Re persa 3-1 contro il Barcellona. Lascia l'Athletic dopo 16 stagioni, di cui 12 in prima squadra, 510 presenze e 38 reti.
Il 16 giugno 2015 viene tesserato dal New York City, negli Stati Uniti. Esordisce in MLS il 12 luglio in New York City-Toronto (4-4). Il 17 novembre 2016 annuncia la decisione di ritirarsi dal calcio giocato.

### Nazionale
Esordisce con la nazionale maggiore il 20 agosto 2008 in Danimarca-Spagna 0-3, sostituendo Sergio Ramos al 31' della seconda metà di gioco. Ha inoltre disputato 8 partite con la selezione dei Paesi Baschi, rappresentativa formata da soli giocatori baschi.

### Allenatore
Il 23 maggio 2018 diventa l'allenatore della squadra cipriota dell'AEK Larnaca.
Nel 2020 diventa allenatore del Rayo Vallecano, riportandolo in Primera Division spagnola.
Seguono un 12° e un 11° nella Liga nei due anni seguenti.
Il 19 giugno 2023 viene ingaggiato dal Bournemouth, con cui si piazza 12º in Premier League.

## Statistiche

### Presenze e reti nei club
| Stagione               | Squadra                | Campionato             | Campionato | Campionato | Coppe nazionali | Coppe nazionali | Coppe nazionali | Coppe continentali | Coppe continentali | Coppe continentali | Altre coppe | Altre coppe | Altre coppe | Totale | Totale |
| Stagione               | Squadra                | Comp                   | Pres       | Reti       | Comp            | Pres            | Reti            | Comp               | Pres               | Reti               | Comp        | Pres        | Reti        | Pres   | Reti   |
| ---------------------- | ---------------------- | ---------------------- | ---------- | ---------- | --------------- | --------------- | --------------- | ------------------ | ------------------ | ------------------ | ----------- | ----------- | ----------- | ------ | ------ |
| 2000-2001              | Baskonia               | TD                     | 35         | 4          | -               | -               | -               | -                  | -                  | -                  | -           | -           | -           | 35     | 4      |
| 2001-2002              | Bilbao Athletic        | SDB                    | 38         | 5          | -               | -               | -               | -                  | -                  | -                  | -           | -           | -           | 38     | 5      |
| 2002-2003              | Bilbao Athletic        | SDB                    | 37+4       | 10+0       | -               | -               | -               | -                  | -                  | -                  | -           | -           | -           | 41     | 10     |
| Totale Bilbao Athletic | Totale Bilbao Athletic | Totale Bilbao Athletic | 75+4       | 15         |                 | -               | -               |                    | -                  | -                  |             | -           | -           | 79     | 15     |
| 2003-2004              | Athletic Bilbao        | PD                     | 30         | 5          | CR              | 1               | 0               | -                  | -                  | -                  | -           | -           | -           | 31     | 5      |
| 2004-2005              | Athletic Bilbao        | PD                     | 34         | 4          | CR              | 7               | 1               | CU                 | 8                  | 1                  | -           | -           | -           | 49     | 6      |
| 2005-2006              | Athletic Bilbao        | PD                     | 38         | 3          | CR              | 4               | 0               | -                  | -                  | -                  | -           | -           | -           | 42     | 3      |
| 2006-2007              | Athletic Bilbao        | PD                     | 35         | 5          | CR              | 2               | 0               | -                  | -                  | -                  | -           | -           | -           | 37     | 5      |
| 2007-2008              | Athletic Bilbao        | PD                     | 36         | 1          | CR              | 5               | 1               | -                  | -                  | -                  | -           | -           | -           | 41     | 2      |
| 2008-2009              | Athletic Bilbao        | PD                     | 33         | 6          | CR              | 8               | 0               | -                  | -                  | -                  | -           | -           | -           | 41     | 6      |
| 2009-2010              | Athletic Bilbao        | PD                     | 37         | 2          | CR              | 2               | 0               | UEL                | 11                 | 0                  | SS          | 2           | 0           | 52     | 2      |
| 2010-2011              | Athletic Bilbao        | PD                     | 37         | 4          | CR              | 4               | 0               | -                  | -                  | -                  | -           | -           | -           | 41     | 4      |
| 2011-2012              | Athletic Bilbao        | PD                     | 35         | 1          | CR              | 9               | 0               | UEL                | 15                 | 0                  | -           | -           | -           | 59     | 1      |
| 2012-2013              | Athletic Bilbao        | PD                     | 35         | 0          | CR              | 1               | 0               | UEL                | 7                  | 1                  | -           | -           | -           | 43     | 1      |
| 2013-2014              | Athletic Bilbao        | PD                     | 34         | 1          | CR              | 6               | 0               | -                  | -                  | -                  | -           | -           | -           | 40     | 1      |
| 2014-2015              | Athletic Bilbao        | PD                     | 22         | 1          | CR              | 7               | 0               | UCL+UEL            | 3+2                | 0+1                | -           | -           | -           | 34     | 2      |
| Totale Athletic Bilbao | Totale Athletic Bilbao | Totale Athletic Bilbao | 406        | 33         |                 | 56              | 2               |                    | 46                 | 3                  |             | 2           | 0           | 510    | 38     |
| 2015-2016              | New York City          | MLS                    | 9          | 0          | USOC            | 0               | 0               | -                  | -                  | -                  | -           | -           | -           | 9      | 0      |
| 2016-2017              | New York City          | MLS                    | 29+2       | 0+0        | USOC            | 0               | 0               | -                  | -                  | -                  | -           | -           | -           | 31     | 0      |
| Totale New York City   | Totale New York City   | Totale New York City   | 38+2       | 0          |                 | 0               | 0               |                    | -                  | -                  |             | -           | -           | 40     | 0      |
| Totale carriera        | Totale carriera        | Totale carriera        | 560        | 52         |                 | 56              | 2               |                    | 46                 | 3                  |             | 2           | 0           | 664    | 57     |

### Presenze e reti in nazionale
| Cronologia completa delle presenze e delle reti in nazionale ― Spagna | Cronologia completa delle presenze e delle reti in nazionale ― Spagna | Cronologia completa delle presenze e delle reti in nazionale ― Spagna | Cronologia completa delle presenze e delle reti in nazionale ― Spagna | Cronologia completa delle presenze e delle reti in nazionale ― Spagna | Cronologia completa delle presenze e delle reti in nazionale ― Spagna | Cronologia completa delle presenze e delle reti in nazionale ― Spagna | Cronologia completa delle presenze e delle reti in nazionale ― Spagna |
| Data                                                                  | Città                                                                 | In casa                                                               | Risultato                                                             | Ospiti                                                                | Competizione                                                          | Reti                                                                  | Note                                                                  |
| --------------------------------------------------------------------- | --------------------------------------------------------------------- | --------------------------------------------------------------------- | --------------------------------------------------------------------- | --------------------------------------------------------------------- | --------------------------------------------------------------------- | --------------------------------------------------------------------- | --------------------------------------------------------------------- |
| 20-8-2008                                                             | Copenaghen                                                            | Danimarca                                                             | 0 – 3                                                                 | Spagna                                                                | Amichevole                                                            | -                                                                     | 76’                                                                   |
| 11-10-2008                                                            | Tallinn                                                               | Estonia                                                               | 0 – 3                                                                 | Spagna                                                                | Qual. Mondiali 2010                                                   | -                                                                     | 54’ 90’                                                               |
| 14-10-2009                                                            | Zenica                                                                | Bosnia ed Erzegovina                                                  | 2 – 5                                                                 | Spagna                                                                | Qual. Mondiali 2010                                                   | -                                                                     |                                                                       |
| 18-11-2009                                                            | Vienna                                                                | Austria                                                               | 1 – 5                                                                 | Spagna                                                                | Amichevole                                                            | -                                                                     | 45’                                                                   |
| 29-3-2011                                                             | Kaunas                                                                | Lituania                                                              | 1 – 3                                                                 | Spagna                                                                | Qual. Euro 2012                                                       | -                                                                     |                                                                       |
| 7-6-2011                                                              | Puerto La Cruz                                                        | Venezuela                                                             | 0 – 3                                                                 | Spagna                                                                | Amichevole                                                            | -                                                                     |                                                                       |
| 10-8-2011                                                             | Bari                                                                  | Italia                                                                | 2 – 1                                                                 | Spagna                                                                | Amichevole                                                            | -                                                                     | 46’                                                                   |
| Totale                                                                |                                                                       | Presenze                                                              | 7                                                                     |                                                                       | Reti                                                                  | 0                                                                     |                                                                       |

### Statistiche da allenatore
Statistiche aggiornate al 20 novembre 2024; in grassetto le competizioni vinte.
| Stagione              | Squadra               | Campionato            | Campionato | Campionato | Campionato | Campionato | Coppe nazionali | Coppe nazionali | Coppe nazionali | Coppe nazionali | Coppe nazionali | Coppe continentali | Coppe continentali | Coppe continentali | Coppe continentali | Coppe continentali | Altre coppe | Altre coppe | Altre coppe | Altre coppe | Altre coppe | Totale | Totale | Totale | Totale | % Vittorie | Piazzamento |
| Stagione              | Squadra               | Comp                  | G          | V          | N          | P          | Comp            | G               | V               | N               | P               | Comp               | G                  | V                  | N                  | P                  | Comp        | G           | V           | N           | P           | G      | V      | N      | P      | %          | Piazzamento |
| --------------------- | --------------------- | --------------------- | ---------- | ---------- | ---------- | ---------- | --------------- | --------------- | --------------- | --------------- | --------------- | ------------------ | ------------------ | ------------------ | ------------------ | ------------------ | ----------- | ----------- | ----------- | ----------- | ----------- | ------ | ------ | ------ | ------ | ---------- | ----------- |
| 2018-gen. 2019        | AEK Larnaca           | A                     | 16         | 7          | 4          | 5          | KK              | -               | -               | -               | -               | UEL                | 12                 | 5                  | 4                  | 3                  | SC          | 1           | 0           | 1           | 0           | 29     | 12     | 9      | 8      | 41,38      | Eson.       |
| 2019-2020             | Mirandés              | SD                    | 42         | 13         | 17         | 12         | CR              | 7               | 5               | 0               | 2               | -                  | -                  | -                  | -                  | -                  | -           | -           | -           | -           | -           | 49     | 18     | 17     | 14     | 36,73      | 11º         |
| 2020-2021             | Rayo Vallecano        | SD                    | 42+4       | 19+3       | 10+0       | 13+1       | CR              | 4               | 3               | 0               | 1               | -                  | -                  | -                  | -                  | -                  | -           | -           | -           | -           | -           | 50     | 25     | 10     | 15     | 50,00      | 6º (prom.)  |
| 2021-2022             | Rayo Vallecano        | PD                    | 38         | 11         | 9          | 18         | CR              | 7               | 4               | 2               | 1               | -                  | -                  | -                  | -                  | -                  | -           | -           | -           | -           | -           | 45     | 15     | 11     | 19     | 33,33      | 12°         |
| 2022-2023             | Rayo Vallecano        | PD                    | 38         | 13         | 10         | 15         | CR              | 3               | 1               | 1               | 1               | -                  | -                  | -                  | -                  | -                  | -           | -           | -           | -           | -           | 41     | 14     | 11     | 16     | 34,15      | 11°         |
| Totale Rayo Vallecano | Totale Rayo Vallecano | Totale Rayo Vallecano | 122        | 46         | 29         | 47         |                 | 14              | 8               | 3               | 3               |                    | -                  | -                  | -                  | -                  |             | -           | -           | -           | -           | 136    | 54     | 32     | 50     | 39,71      |             |
| 2023-2024             | Bournemouth           | PL                    | 38         | 13         | 9          | 16         | FACup+CdL       | 3+3             | 2+2             | 0               | 1+1             | -                  | -                  | -                  | -                  | -                  | -           | -           | -           | -           | -           | 44     | 17     | 9      | 18     | 38,64      | 12°         |
| 2024-2025             | Bournemouth           | PL                    | 38         | 15         | 11         | 12         | FACup+CdL       | 4+1             | 2+0             | 1+0             | 1+1             | -                  | -                  | -                  | -                  | -                  | -           | -           | -           | -           | -           | 43     | 17     | 12     | 14     | 39,53      | 9°          |
| Totale Bournemouth    | Totale Bournemouth    | Totale Bournemouth    | 76         | 28         | 20         | 28         |                 | 11              | 6               | 1               | 4               |                    | -                  | -                  | -                  | -                  |             | -           | -           | -           | -           | 87     | 34     | 21     | 32     | 39,08      |             |
| Totale carriera       | Totale carriera       | Totale carriera       | 256        | 94         | 70         | 92         |                 | 32              | 19              | 4               | 9               |                    | 12                 | 5                  | 4                  | 3                  |             | 1           | 0           | 1           | 0           | 301    | 118    | 79     | 104    | 39,20      |             |

## Palmarès

### Allenatore
- Supercoppa cipriota: 1

AEK Larnaca: 2018